# Choeromorpha subfasciata
Choeromorpha subfasciata är en skalbaggsart som först beskrevs av Maurice Pic 1922.  Choeromorpha subfasciata ingår i släktet Choeromorpha och familjen långhorningar.
Artens utbredningsområde är Laos. Inga underarter finns listade i Catalogue of Life.